# Eilema nigrogrisea
Eilema nigrogrisea är en fjärilsart som beskrevs av Peets 1908. Eilema nigrogrisea ingår i släktet Eilema och familjen björnspinnare. Inga underarter finns listade i Catalogue of Life.